# 警察大学校サイバーセキュリティ研究・研修センターの内部組織に関する規則
警察大学校サイバーセキュリティ対策研究・研修センターの内部組織に関する規則（けいさつだいがっこうさいばーせきゅりてぃけんきゅう・けんしゅうせんたーのないぶそしきにかんするきそく）は、警察法施行規則第83条第9項に基づき、警察大学校サイバーセキュリティ研究・研修センターの内部組織に関して、所掌事務等や研究室長について定めたものである。

## 概要
第一条 　警察大学校サイバーセキュリティ研究・研修センターに、捜査研修室を置く。

第二条 　捜査研修室においては、警察法施行規則第八十三条第二項第二号 に掲げる事務をつかさどる。

第三条 　捜査研修室に、研修室長を置く。

2 　研修室長は、命を受け、捜査研修室の事務を掌理する。